# Синтрофія
Синтрофія — тип симбіозу, явище, коли один вид живе за рахунок продукції іншого виду.
Наприклад, домашні пилові кліщі живуть, споживаючи лусочки шкіри людини, які виробляються здоровою людиною у кількості близько 1 грама за день. Менш приємною властивістю цих істот є те, що вони можуть виробляти сполуки, які стимулюють виробництво лусочок шкіри, і люди можуть стати алергічними до цих сумішей.
Іншим прикладом є організми, що можуть жити на фекаліях. Наприклад, корова їсть багато трави, целюлоза яка перетворюється на ліпіди мікроорганізмами в кишківнику корови. Ці мікроорганізми не можуть використовувати ці ліпіди через нестачу кисню в кишківнику, тому корова не може їх засвоювати. Коли оброблена трава залишає кишківник у вигляді екскрементів і поступає на відкрите повітря, де багато організмів, наприклад гнойовий жук, споживають ці залишки.
Інший приклад — угруповання мікроорганізмів в ґрунті, що живе за рахунок листової підстилки. Листя звичайно живе один рік, а потім замінюється новими. Ці мікроорганізми мінералізують відкинуте листя і виробляють поживні речовини, які споживає рослина. Такі взаємини — зворотна синтрофія, тому що рослина живе продукцію мікроорганізмів. Багато сибміотичних взаємин ґрунтуються на синтрофії. Синтрофічні взаємодії дуже важливі в усіх живих угрупованнях.
| Екологія | Це незавершена стаття з екології. Ви можете допомогти проєкту, виправивши або дописавши її. |